# Almendrita
Almendrita (おやゆび姫物語 Oyayubi Hime Monogatari?) es una serie de anime de 26 episodios basada en el clásico cuento de Pulgarcita de Hans Christian Andersen. Fue producida por Enoki Films y dirigida por Akinori Orai, Hiromitsu Morita, y Kazunori Tanabashi.

## Argumento
La historia se trata de María, una niña de 7 años descarada, malcriada y de una forma de ser odiosa, que le hace la vida imposible a los niños de su edad que la rodean. Su madre cansada de no lograr corregirla, acude con una bruja del pueblo para pedirle un método que cambie sus modales. Ésta le presta un libro llamado "Almendrita" y le sugiere hacer que la niña lo lea sin obligarla.  
María al principio no se muestra interesada de leerlo pero luego de que su madre se queda dormida y de coger el cuento es transportada al mundo dentro del mismo libro donde aparece el Hada Flora la gobernante del reino de los sueños, quien le explica lo que le ha pasado y que la única forma de regresar con su madre es llegando a la tierra del Sur que es resguardada por el Príncipe Cristal que es el único que podrá enviarla de vuelta a su realidad. 
Antes de emprender el viaje el Hada Flora le otorga unos zapatos con unos poderes mágicos que sólo funcionan cuando los necesite y no si los usa para su propio provecho, además de enviarle a un acompañante: Meloso de la tierra de los dulces que la ayudará a acompañarle en ese largo recorrido. 
Sin embargo llegar a la tierra del Sur no será fácil pues en su recorrido ambos también tendrán que enfrentarse a una malvada bruja llamada Elula, la gobernante del reino de las pesadillas, que intentará a toda costa evitar que María llegue con el Príncipe Cristal para dejarla atrapada en el libro para siempre. 
Así los dos se embarcan en un viaje para regresar a casa, pero en su camino María también aprenderá lecciones de amistad y bien.

## Reparto
| Personaje      | Seiyu          | Actor de doblaje |
| -------------- | -------------- | ---------------- |
| María          | Mika Kanai     | Anabell Peña     |
| Meloso         | Fushigi Yamada | Carmen Olarte    |
| Madre de María | Youko Asagami  | Gladys Prince    |
| El príncipe    | Akira Ishida   | ¿?               |
| Hada Flora     | Desconocida    | Gladys Prince    |
| letreros       | N/A            | Salomón Adames   |

## Banda sonora
Los temas usados en la serie eran interpretados por Carmen Olarte.
- Canción de apertura: "Welcome to the Planetarium (プラネタリウムにようこそ)"
- Canción de cierre: "Whistling of the Hills (口笛の丘)"